# Abbaye d'Épinlieu
L'abbaye d'Épinlieu, ou plus précisément abbaye Notre-Dame d'Épinlieu, était un monastère de religieuses cisterciennes situé d'abord à Ghlin, puis à Mons, en Belgique, dans la Province de Hainaut. Elle est fondée en 1216 par Béatrice de Lens et est supprimée en 1796. Ses bâtiments conventuels sont aujourd'hui occupés par l'Académie des Beaux-Arts de Mons.

## Géographie
Le monastère d'Épinlieu se trouve dans la ville de Mons, en Belgique, dans la Province de Hainaut. Il est fondé à Ghlin, aujourd'hui section de Mons, près de la porte du Parc, sur les bords de la Haine, alors rivière poissonneuse au cours rapide. En 1678, le monastère étant rasé par le gouverneur des Pays-Bas espagnols, les moniales s'installent alors dans leur refuge, rue des Cinq-Visages, toujours à Mons, puis rebâtissent leur abbaye à cet endroit.

## Histoire

### Origines
En 1214, Jeanne, comtesse de Hainaut, voulant réaliser un vœu de ses parents, s'adresse à Jacques de Vitry, qui permettra deux ans plus tard la fondation du monastère.

### Fondation
En 1216, Béatrice de Lens offre sa dot et fonde le monastère.

### Destruction et refondation
En 1678, Carlos de Gurrea, duc de Villahermosa et gouverneur des Pays-Bas espagnols, fait raser le monastère, craignant qu'il ne serve de fortifications aux ennemis en cas de siège. Les moniales se réfugient alors rue des Cinq-Visages et rebâtissent une abbaye.

### Suppression
L'abbaye d'Épinlieu est supprimée le 1er septembre 1796.

## De nos jours
L'Académie des Beaux-Arts de Mons occupe le quartier abbatial, daté de 1725, de l'abbaye cistercienne d'Épinlieu.

## Pour approfondir